# 로즈 도르

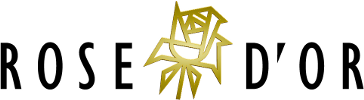

로즈 도르(Rose d'Or)는 매년 개최되는 유럽 방송 연맹이 주최하는 국제 텔레비전 페스티벌이다. 로즈 도르는 프랑스어로 황금 장미를 의미한다.

## 역사
1961년에 1회가 개최되었으며, 2011년을 제외하고 거의 매년 개최되고 있다.

## 수상
한때 최고 상인 황금장미상과 각 부문의 최우수 실버 장미상을 수여하고 있었지만 현재는 각 부문의 최우수상에 황금장미상이 수여된다.